# Palazzo Trabucco

Il palazzo Trabucco è un edificio di valore storico e architettonico di Napoli, ubicato in via San Liborio.

## Storia e descrizione
Adiacente al palazzo Mastelloni, il palazzo fu  commissionato dal ricco mercante Tomaso Trabucco a Nicola Tagliacozzi Canale che realizzò un tipico esempio di architettura civile settecentesca a Napoli. La struttura del fabbricato s'innalza su cinque piani con una cospicua decorazione del barocco locale che sotto certi aspetti precorre il rococò. La composizione della facciata è imperniata sul portale in piperno che ha realizzato Antonio Saggese: la rosta del portale è stata sostituita con quella originale a riccioli e foglie.
Come in tutti i palazzi di Napoli la struttura è impostata sullo schema portale-vestibolo-cortile, dove sullo sfondo, in prospettiva, si eleva una scala: questa è aperta ed impostata in tre sequenze di archi con aperture sfalsate che coincidono con le rampe. I quattro pilastri della scala sono decorati da lesene con capitelli in stucco che s'ispirano al fogliame, mentre le tre aperture maggiori hanno una sporgenza in piperno che funge da balcone.
Sotto le aperture centrali ci sono cartigli in stucco utilizzati come decorazioni.

## Altre immagini

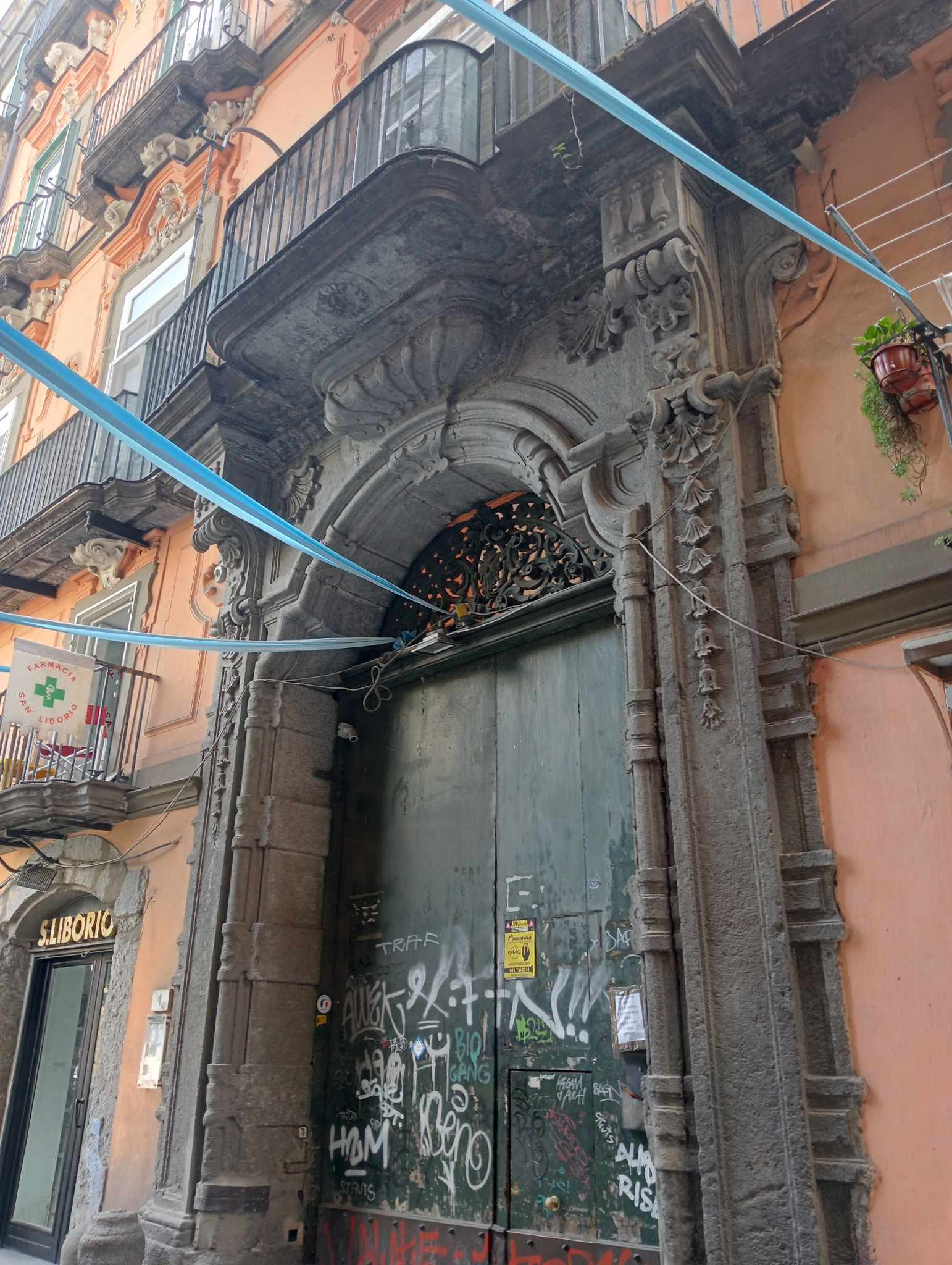
Il portale in piperno (2023)
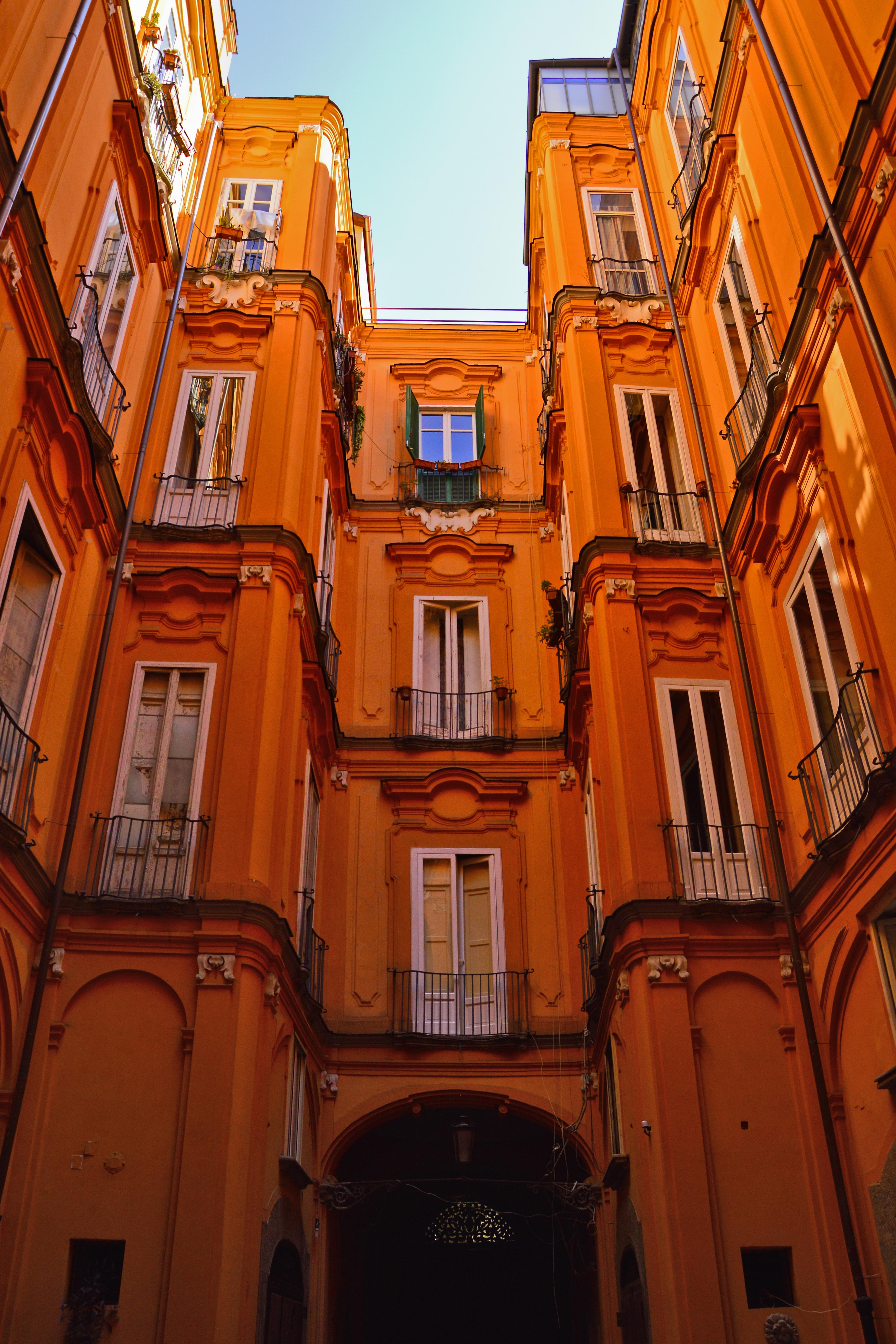
Parte posteriore della facciata principale
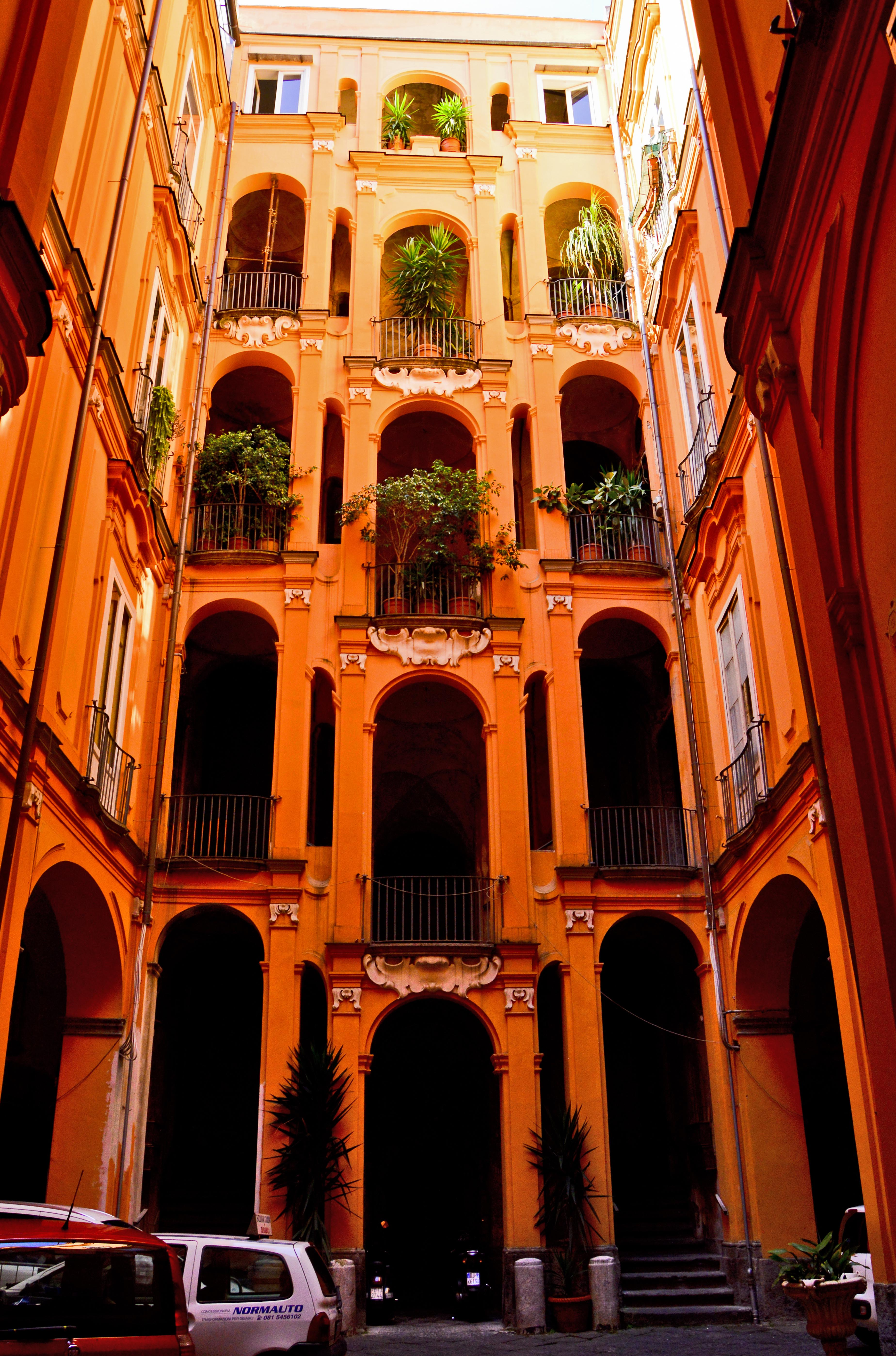
Lo scalone monumentale sul cortile interno
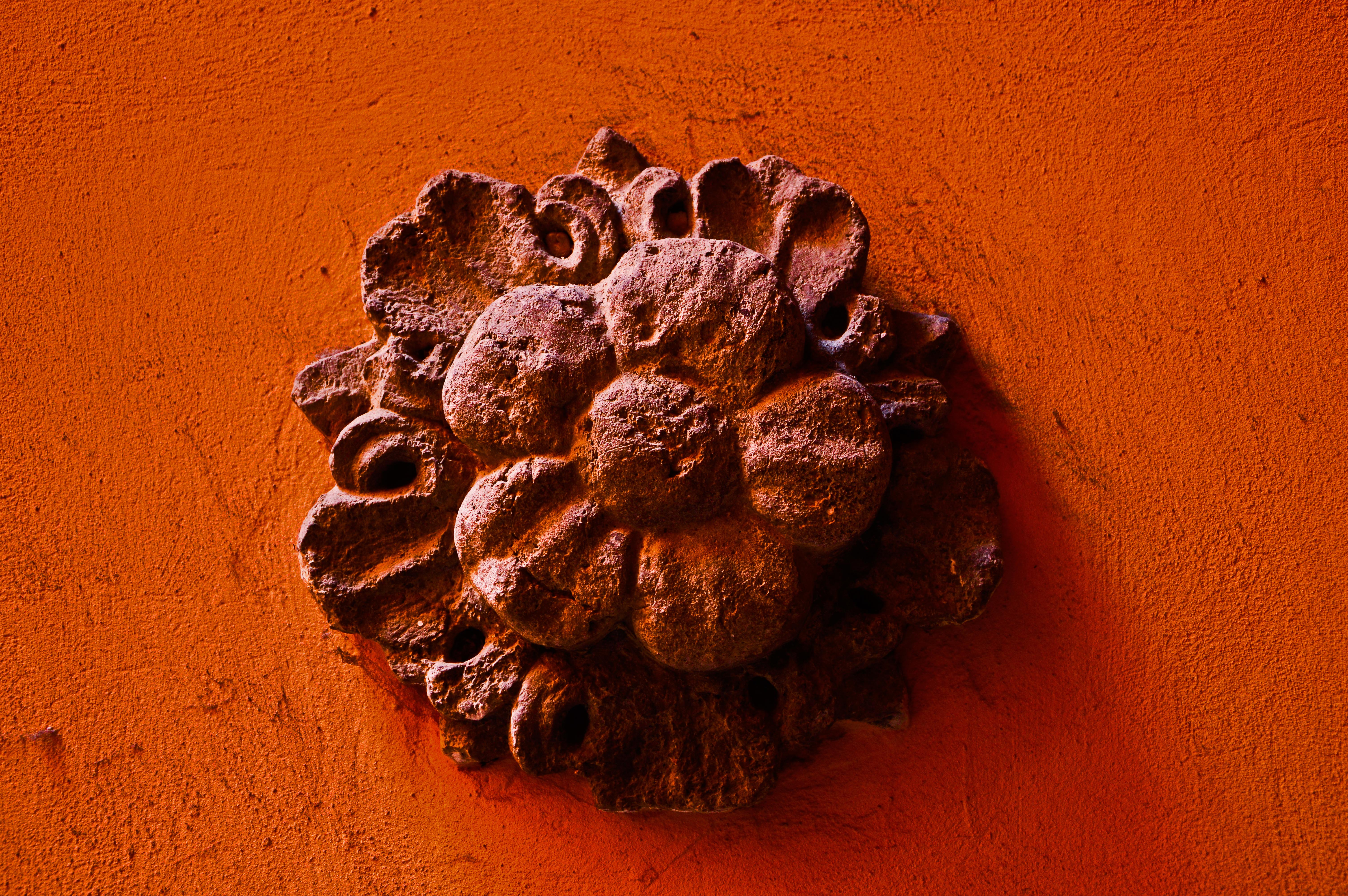
Rosetta in piperno.